# 화소 (일본사)

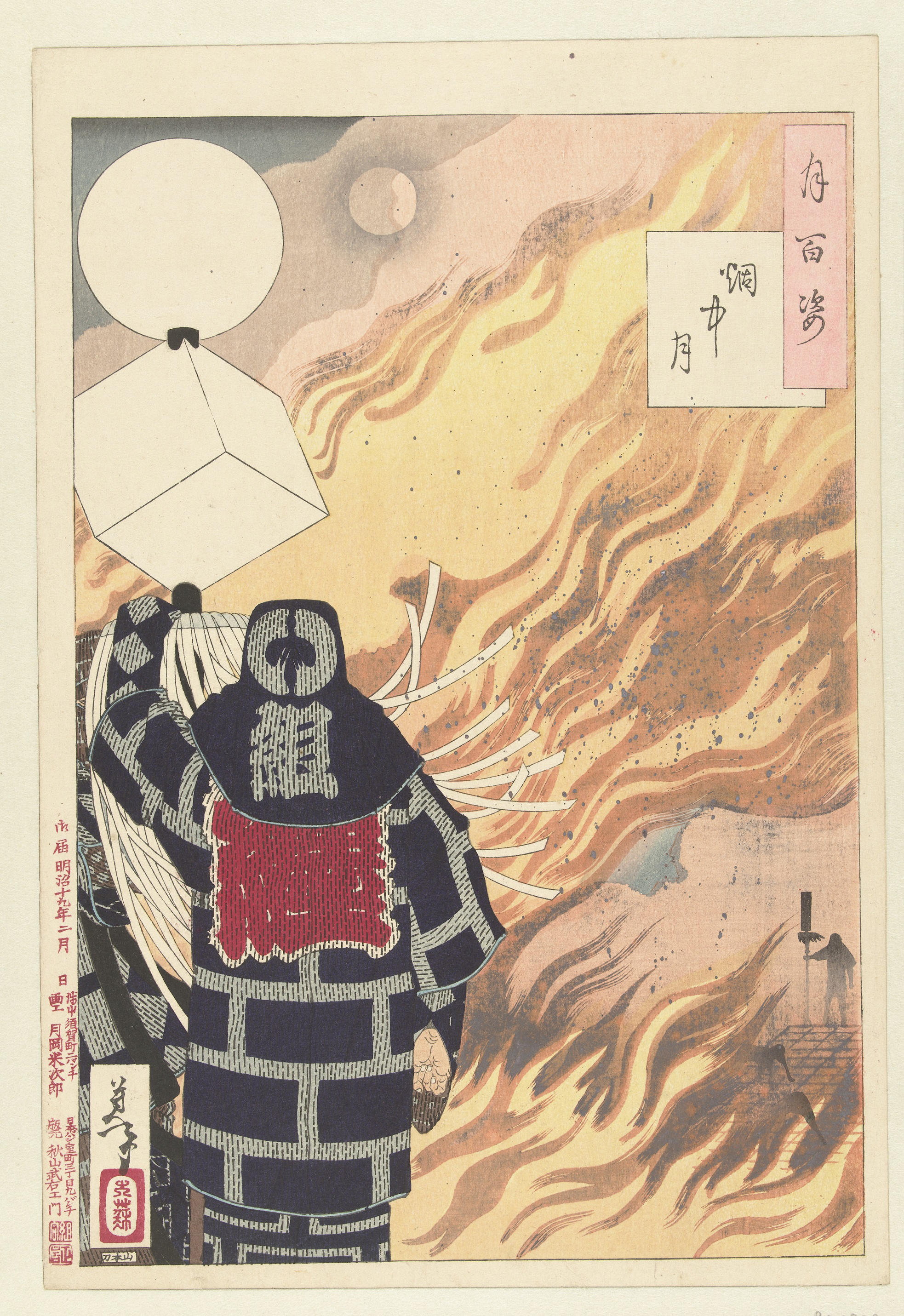

화소(일본어: 火消 히케시[*])는 에도시대의 소방조직 및 그 구성원을 말한다. 소방조직으로서의 화소는 빈발하는 화재에 대응하기 위한 제도로서 에도막부에 의해 정해졌다. 무사들이 조직한 무가화소(일본어: 武家火消 부케비케시[*])와 정인들이 조직한 정화소(일본어: 町火消 마치비케시[*])로 크게 나뉜다. 무가화소는 막부 직할로 하타모토가 담당한 정화소(일본어: 定火消 죠비케시[*])와 다이묘에게 과역(課役)으로서 명령된 대명화소(일본어: 大名火消 다이묘비케시[*])로 나뉘어 제도화되었기 때문에, 총 3개 계통의 소방조직이 존재했다고 보면 된다.
에도시대 초기에는 화소제도가 정해져 있지 않았으나, 대화재가 거듭되면서 무가화소부터 제도화되어 발달해갔다. 에도시대 중기에 들어 교호 개혁 때 정화소(町火消)가 제도화되었다. 그 뒤 에도시대 후기부터 막말에 이르기까지 정화소가 무가화소를 대신해 에도 소방활동의 핵심을 담당하게 되어갔다. 에도 이외의 대도시나 각 번의 성하도시에서도 화소제도가 정해져 있었다. 이 소방조직들은 메이지 유신 이후 폐지・개편되는데, 그 계보는 현대의 소방서・소방단으로 이어지고 있다.
소방조직의 구성원으로서의 화소는 화소인족(일본어: 火消人足 히케시닌소쿠[*])이라고도 했다. 정화소(定火消) 휘하의 와연(일본어: 臥煙 가엔[*]), 정화소(町火消)의 중핵을 이룬 연인족(일본어: 鳶人足 토비닌소쿠[*]) 등이 화소인족이다. 조직간 대항심이 있었고 또한 구성원들의 성미도 거칠었기 때문에 소동을 일으키기도 했다. 화소인족의 소방 방법은 화재 장소 주변의 건물을 파괴해 불이 옮겨붙는 것을 방지하는 파괴소방(제거소화법)이 사용되었으며, 메이와 연간부터는 용토수(목제 손펌프) 등도 보조적으로 사용되었다.
연초에 출초식이라는 시무식 행사를 했다. 이는 현대 일본국의 소방관들에게까지 계승되고 있다.